# Sirska svilnica
Sirska svilnica (znanstveno ime Asclepias syriaca), tudi cigansko perje in pogovorno papagajka, je na zahodu priljubljena okrasna trajnica. Njeno naravno rastišče je južna Kanada ter vzhodni deli ZDA in Skalnega gorovja - v sušni Preriji pa ne uspeva, čeprav ji sončna lega sicer ugaja. Navadno raste na peščenih tleh, a se zadovolji tudi z drugačno prstjo. Je ena prvih ameriških vrst, ki jih je Jacques-Philippe Cornut 1635 opisal v svojem delu Canadensium Plantarum Historia. 

## Etimologija
Pridevnik "sirski" je rastlini vzdel Karel Linne, saj je njen najditelj Jacques-Philippe Cornut zmotno mislil, da gre za rastlino, ki raste tudi v Mali Aziji. Slovenski pogovorni izraz "papagajka" izhaja iz tega, da ima rastlina papagajem podobne plodove - od daleč je videti, kot bi pili medičino s cvetov.  

## Opis
Rastlina ima močno in globoko korenino, iz katere požene vsako leto znova. Iz korenine lahko izraščajo tudi novi poganjki, zato je lahko precej trdovratna rastlina, ki raste, dokler je povsem ne izkopljemo.  
Junija rastlina obilno zacveti. Od rastlin veje močan, a prijeten sladkoben vonj, zato jo rade obiskujejo čebele. Cvetovi čebelam nudijo izdatno pašo na medičini. Cvetovi imajo velike privihane čašne liste ter po 5 venčnih listov. Premer posameznega cveta je ok. 1 cm.

## Galerija
- Šop neodprtih cvetov
- Cvetovi
- Plod papagaj
- Sproščanje semen iz ovoja